# Carlo Alberto Felice
Carlo Alberto Felice (* 1886 in Mailand; † Mai 1949 ebenda) war ein italienischer Filmjournalist und -regisseur.
Felice war Journalist und gründete im Januar 1948 die Filmzeitschrift „Schermi“. 1945 hatte er Incontro con Laura nach eigenem Drehbuch geschrieben, produziert, inszeniert und geschnitten. Das Debüt von Vittorio Gassman, der hier neben Ernesto Calindri und Checco Rissone spielte, gelangte jedoch nicht in die Kinos und gilt als unwiederbringlich verloren.